# Tadeusz Huk

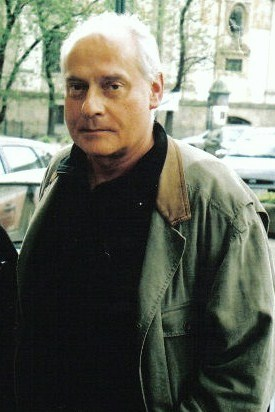
Tadeusz Huk (2007)

Tadeusz Huk (sinh ngày 1 tháng 5 năm 1948 tại Kraków) là một diễn viên người Ba Lan.

## Tiểu sử
Tadeusz Huk tốt nghiệp Học viện Nghệ thuật Sân khấu Quốc gia AST ở Kraków vào năm 1970.
Ông diễn xuất trên sân khấu tại: Nhà hát Juliusz Słowacki (1970-1974) và Nhà hát Stary ở Kraków (từ năm 1974). Ngoài sự nghiệp diễn xuất trên sân khấu, ông cũng là gương mặt quen thuộc trong nhiều bộ phim điện ảnh và phim truyền hình của Ba Lan.
Năm 2011, Tadeusz Huk được Bộ Văn hóa và Di sản Quốc gia (Ba Lan) trao tặng Huy chương bạc Huy chương Công trạng về văn hóa - Gloria Artis vì những cống hiến nổi bật cho nghệ thuật và văn hóa Ba Lan.

## Thành tích nghê thuật
Dưới đây liệt kê một số phim điện ảnh và phim truyền hình nổi bật có sự góp mặt của Tadeusz Huk:
| Năm  | Tựa đề                  | Vai diễn     | Ghi chú |
| ---- | ----------------------- | ------------ | ------- |
| 1971 | Trzecia część nocy      |              |         |
| 1976 | Ocalić miasto           | Hansa Franka |         |
| 1978 | Aktorzy prowincjonalni  | Krzysztof    |         |
| 1980 | Gorączka                | Chemik       |         |
| 1982 | Danton                  | Couthon      |         |
| 1983 | Okno                    | Krzysztof    |         |
| 1992 | Psy                     | Marian Słaby |         |
| 1998 | Demony wojny według Goi | Kusz         |         |
| 1999 | Operacja Samum          |              |         |
| 2001 | Poranek Kojota          | Stefan       |         |

| Năm       | Tựa đề                          | Vai diễn                | Chú thích |
| --------- | ------------------------------- | ----------------------- | --------- |
| 1980      | Z biegiem lat, z biegiem dni... | Jankiel                 |           |
| 1999      | Policjanci                      | Smuga                   |           |
| 2006      | Dublerzy                        | Berkowitz               |           |
| 2007      | Tylko miłość                    | Aleks Tudor             |           |
| 2008      | Czas honoru                     | Stanisław Woyciechowski |           |
| 2009-2010 | Majka                           | Kazimierz Duszyński     |           |
| 2011      | Julia                           | Tadeusz Janicki         |           |